# Chvalský hřbitov
Chvalský hřbitov se nachází v městské čtvrti Horní Počernice v Praze 9, na rohu ulic Náchodská a Bystrá.

## Historie
Hřbitov v tehdejší vsi Chvaly byl založen roku 1777 zásluhou kněze Josefa Jana Pánka. Stávala zde kaplička svatého Františka Xaverského a říkalo se zde U Háje. Vysvěcen byl dne 25. listopadu líbeznickým vikářem Jiřím Paroubkem. Roku 1906 byl starý hřbitov rozšířen směrem na západ a tato nová část byla vysvěcena 2. listopadu farářem Josefem Laštovičkou. Hlavní vchod je ze západu do nové části hřbitova. Ve starší části se nacházejí dvě kamenné kaple, dvě velké hrobky a je zde přístup do kolumbária v jihovýchodním rohu hřbitova. Na hřbitově je pohřben například Josef Hůza, osobní tajemník TGM, přírodovědec Antonín Holý, architekt Josef Danda, akademický sochař profesor Václav Markup nebo letecký konstruktér Karel Tomáš.